# (5145) Pholus
(5145) Pholus és un planeta menor amb una òrbita de gran excentricitat, amb un periheli a prop de l'òrbita de Saturn i l'afeli a prop de l'òrbita de Neptú, i una distància mitjana al Sol de 20 ua.
És el segon major representant del grup d'asteroides dels centaures coneguts fins al moment, amb gairebé 200 km de diàmetre, només superat en grandària per (10199) Cariclo. Va ser descobert per David L. Rabinowitz, del programa de detecció de planetes menors (Spacewatch) el 9 de gener de 1992, i se li assignà la denominació provisional 1992 AD.
Va ser el segon centaure descobert, fet pel qual se li va posar el nom de Pholus, germà de centaure Quiró en la mitologia grega i que és el nom que es va assignar al primer primer objecte descobert d'aquestes característiques.
Les observacions han detectat que la seva superfície és totalment vermella, degut, segons algunes hipòtesis, a possibles compostos orgànics presents en la seua superfície. A diferència de (2060) Quiró, Pholus no ha mostrat cap prova d'activitat cometària.